# Признак Дирихле
Признак Дирихле — теорема, указывающая достаточные условия сходимости несобственных интегралов и суммируемости бесконечных рядов. Названа в честь немецкого математика Лежёна Дирихле.

## Признак Дирихле сходимостинесобственных интегралов
| Рассмотрим функции {\displaystyle f} и {\displaystyle g}, определённые на промежутке {\displaystyle [a;b)}, {\displaystyle a\in \mathbb {R} }, {\displaystyle b\in \mathbb {R} \cup \{+\infty \}} и имеющую в точке {\displaystyle b} особенность (первого или второго рода). Пусть выполнены условия: - интеграл с верхним переменным пределом {\displaystyle \int \limits _{a}^{x}f(t)\,dt} определён для всех {\displaystyle x\in [a;b)} и ограничен на {\displaystyle [a;b)}; - функция {\displaystyle g(x)} монотонна на {\displaystyle [a;b)} и {\displaystyle \lim _{x\to b-}g(x)=0}. Тогда {\displaystyle \int \limits _{a}^{b}f(x)g(x)\,dx} сходится. |

Рассмотрим интеграл {\displaystyle \int \limits _{x_{1}}^{x_{2}}f(t)g(t)\,dt} для некоторых {\displaystyle x_{1},x_{2}\in [a;b)} (не ограничивая общности будем считать {\displaystyle x_{1}\leq x_{2}}). Так как {\displaystyle g(t)} монотонна на {\displaystyle [x_{1};x_{2}]}, она на нём интегрируема, а значит, и {\displaystyle f(t)g(t)} интегрируема на {\displaystyle [x_{1};x_{2}]} как произведение интегрируемых функций.
{\displaystyle f(t)} — интегрируема, {\displaystyle g(t)} — монотонна. Условия второй теоремы о среднем выполнены и существует такая точка {\displaystyle \xi \in [x_{1};x_{2}]}, что
{\displaystyle \int \limits _{x_{1}}^{x_{2}}f(t)g(t)\,dt=g(x_{1})\int \limits _{x_{1}}^{\xi }f(t)\,dt+g(x_{2})\int \limits _{\xi }^{x_{2}}f(t)\,dt}.
Функция {\displaystyle \int \limits _{x_{1}}^{x_{2}}f(t)\,dt} ограничена на {\displaystyle [a;b)}, а значит, есть {\displaystyle M\geq 0} такой, что {\displaystyle \left|\int \limits _{x_{1}}^{\xi }f(t)\,dt\right|\leq M}, {\displaystyle \left|\int \limits _{\xi }^{x_{2}}f(t)\,dt\right|\leq M}. Тогда:
{\displaystyle \left|\int \limits _{x_{1}}^{x_{2}}f(t)g(t)\,dt\right|=\left|g(x_{1})\int \limits _{x_{1}}^{\xi }f(t)\,dt+g(x_{2})\int \limits _{\xi }^{x_{2}}f(t)\,dt\right|\leq |g(x_{1})|\left|\int \limits _{x_{1}}^{\xi }f(t)\,dt\right|+|g(x_{2})|\left|\int \limits _{\xi }^{x_{2}}f(t)\,dt\right|\leq |g(x_{1})|M+|g(x_{2})|M=M(|g(x_{1})|+|g(x_{2})|)}
{\displaystyle g(x)} монотонно стремится к нулю, следовательно, она ограничена с одной стороны {\displaystyle g(a)}, а с другой {\displaystyle 0}. Тогда {\displaystyle |g(x_{2})|\leq |g(x_{1})|} и
{\displaystyle \left|\int \limits _{x_{1}}^{x_{2}}f(t)g(t)\,dt\right|\leq 2M|g(x_{1})|}.
{\displaystyle g(x)\to 0}, что по определению означает
{\displaystyle \forall \varepsilon >0\ \exists \delta \in [a;b)\ \forall x\in (\delta ;b)\colon |g(x)|<\varepsilon }
Тогда {\displaystyle \forall x_{1},x_{2}\in (\delta ;b)} ({\displaystyle x_{1}} берём меньше или равно {\displaystyle x_{2}}) 
{\displaystyle \int \limits _{x_{1}}^{x_{2}}f(t)g(t)\,dt\leq 2M|g(x_{1})|<2M\varepsilon },
что есть не что иное, как критерий Коши сходимости несобственного интеграла.
Признак можно сформулировать и для случая, если особенность в точке {\displaystyle a}. Пусть {\displaystyle a\in \mathbb {R} \cup \{-\infty \}}, {\displaystyle b\in \mathbb {R} } и {\displaystyle f} определена на {\displaystyle (a;b]}. В таком случае условия видоизменяются следующим образом:
- интеграл с нижним переменным пределом {\displaystyle \int \limits _{x}^{b}f(t)\,dt} определён для всех {\displaystyle x\in (a;b]} и ограничен на {\displaystyle (a;b]};
- {\displaystyle g(x)} монотонна на {\displaystyle (a;b]} и {\displaystyle \lim _{x\to a+}g(x)=0}.

Тогда {\displaystyle \int \limits _{a}^{b}f(x)g(x)\,dx} сходится.
Необязательно также, что {\displaystyle a<b}. Если {\displaystyle a>b}, то {\displaystyle \int \limits _{a}^{b}f(x)g(x)\,dx=-\int \limits _{b}^{a}f(x)g(x)\,dx} и сходимость {\displaystyle \int \limits _{a}^{b}f(x)g(x)\,dx} равносильна сходимости {\displaystyle \int \limits _{b}^{a}f(x)g(x)\,dx}.
Если интеграл удовлетворяет условиям признака Дирихле, то для его остатка верна следующая оценка:
{\displaystyle |r_{\xi }|=\left|\int \limits _{\xi }^{b}f(t)g(t)\,dt\right|\leq 2M|g(\xi )|}
Здесь {\displaystyle \xi } – произвольное число из промежутка, а {\displaystyle M} — число, которым ограничен интеграл с верхним переменным пределом. При помощи этой оценки можно приближать значение несобственного интеграла собственным с любой наперёд заданной точностью.
- Условие монотонности в признаке Дирихле существенно.

{\displaystyle \int \limits _{1}^{+\infty }{\frac {\sin x}{{\sqrt {x}}+\sin x}}\,dx=\infty .}
Однако условие монотонности не является необходимым.
{\displaystyle \int \limits _{2}^{+\infty }{\frac {\sin x}{x+2\sin x}}\,dx} — сходится.
- Условие ограниченности первообразной в признаке Дирихле также является существенным, но не является необходимым.

## Признак Дирихле сходимости рядов Абелева типа
Определение (ряд Абелева типа)
Ряд {\displaystyle \sum _{n=1}^{\infty }a_{n}b_{n}}, где {\displaystyle |B_{n}|=\left|\sum _{k=1}^{n}b_{k}\right|\leqslant M\quad \forall n\in \mathbb {N} } и последовательность {\displaystyle \{a_{n}\}} — положительна и монотонна (начиная с некоторого места, хотя бы в широком смысле слова), называется рядом Абелева типа.

### Теорема (признак Дирихле сходимости рядов Абелева типа)
| Пусть выполнены условия: - Последовательность частичных сумм {\displaystyle B_{n}=\sum _{k=1}^{n}b_{k}} ограничена, то есть {\displaystyle \exists M>0:\|B_{n}\|\leqslant M\quad \forall n\in \mathbb {N} }. - {\displaystyle a_{n}\geqslant a_{n+1}\quad \forall n\in \mathbb {N} }. - {\displaystyle \lim _{n\to \infty }a_{n}=0}. Тогда ряд {\displaystyle \sum _{n=1}^{\infty }a_{n}b_{n}} сходится. |

- Признак Дирихле сходимости рядов Абелева типа является аналогом признака Дирихле о сходимости несобственного интеграла первого рода.
- Легко убедиться, что признак Лейбница сходимости знакочередующихся рядов является частным случаем этой теоремы, а именно:

{\displaystyle \sum _{n=1}^{\infty }(-1)^{n+1}c_{n},\quad c_{n}>0,\;c_{n+1}\leqslant c_{n}\quad \forall n\in \mathbb {N} ,\quad \lim _{n\to \infty }c_{n}=0;}
{\displaystyle b_{n}=(-1)^{n+1}\Rightarrow |B_{n}|=\left|\sum _{k=1}^{n}(-1)^{k+1}\right|\leqslant 1\quad \forall n\in \mathbb {N} \Rightarrow } сходимость ряда Лейбница на основании признака Дирихле.
- Оценка остатка ряда Абелева типа
Рассмотрим ряд {\displaystyle \sum _{n=1}^{\infty }a_{n}b_{n}} и пусть выполнены условия признака Дирихле. Тогда имеет место оценка: {\displaystyle |r_{n}|=\left|\sum _{k=n+1}^{\infty }a_{k}b_{k}\right|\leqslant 2Ma_{n+1}\quad \forall n\in \mathbb {N} }.
- Доказательство признака Дирихле вытекает из преобразования Абеля.

## Признак Дирихле равномерной сходимости несобственного интеграла с параметром
| Пусть функция {\displaystyle f} и {\displaystyle g} определёны на множестве {\displaystyle [a;b)\times Y}, {\displaystyle a\in \mathbb {R} }, {\displaystyle b\in \mathbb {R} \cup \{+\infty \}} и допускается, что интеграл {\displaystyle \int \limits _{a}^{b}f(x,y)\,dx} для каких-то точек {\displaystyle y\in Y} имеет особенность в точке {\displaystyle b}. Пусть выполнены условия: - интеграл с верхним переменным пределом {\displaystyle \int \limits _{a}^{x}f(t,y)\,dt} определён для всех {\displaystyle x\in [a;b)}, {\displaystyle y\in Y} и равномерно ограничен на {\displaystyle [a;b)\times Y}; - функция {\displaystyle g(x,y)} монотонна по {\displaystyle x} на {\displaystyle [a;b)} для каждого конкрентого {\displaystyle y\in Y} и {\displaystyle g(x,y)\rightrightarrows 0} при {\displaystyle x\to b-}. Тогда {\displaystyle \int \limits _{a}^{b}f(x,y)g(x,y)\,dx} сходится равномерно. |

Доказательство почти идентично случаю интеграла без параметра. Фиксируем {\displaystyle y\in Y} и далее рассматриваем функции {\displaystyle f(x,y)} и {\displaystyle g(x,y)} как функции одной переменной {\displaystyle x}. Для них делаем всё то же, что и в доказательстве для интегралов без параметра, за исключением того, что {\displaystyle M} берём одинаковый для всех {\displaystyle y\in Y} (это возможно сделать по вполне ограниченности). Приходим к
{\displaystyle \left|\int \limits _{x_{1}}^{x_{2}}f(t,y)g(t,y)\,dt\right|\leq 2M|g(x_{1},y)|}.
{\displaystyle g(x,y)} — равномерно стремится к нулю. Запишем определение равномерной сходимости:
{\displaystyle \forall \varepsilon >0\ \exists \delta \in [a;b)\ \forall x\in (\delta ;b)\forall y\in Y\colon |g(x,y)|<\varepsilon }
Тогда {\displaystyle \forall x_{1},x_{2}\in (\delta ;b),x_{1}<x_{2},\forall y\in Y}
{\displaystyle \int \limits _{x_{1}}^{x_{2}}f(t,y)g(t,y)\,dt\leq 2M|g(x_{1},y)|<2M\varepsilon }.
Пришли к критерию Коши равномерной сходимости несобственного интеграла с параметром.